# Spermophorella disseminata
Spermophorella disseminata is een insect uit de familie van de Berothidae, die tot de orde netvleugeligen (Neuroptera) behoort. 
Spermophorella disseminata is voor het eerst wetenschappelijk beschreven door Tillyard in 1916.